# Förenta nationernas kontor i Genève

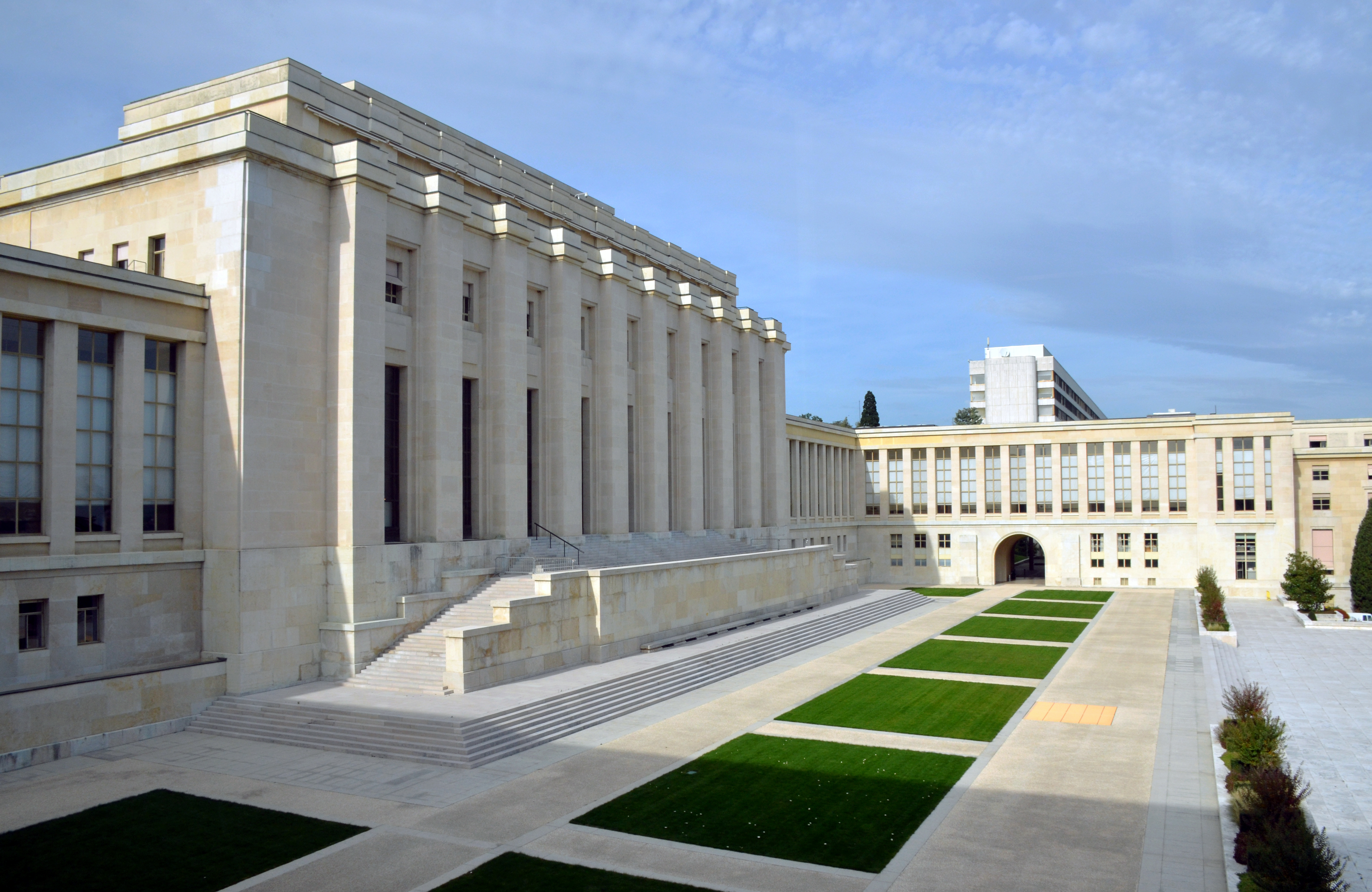
Nationernas palats, högkvarteret för FN:s kontor i Genève.

Förenta nationernas kontor i Genève (engelska: United Nations Office at Geneva, UNOG; franska: Office des Nations unies à Genève, ONUG) är Förenta nationernas kontor i Genève i Schweiz. 
Dess säte är Nationernas palats, som innan FN:s bildande var sätet för Nationernas förbund (NF).

## Generaldirektörer

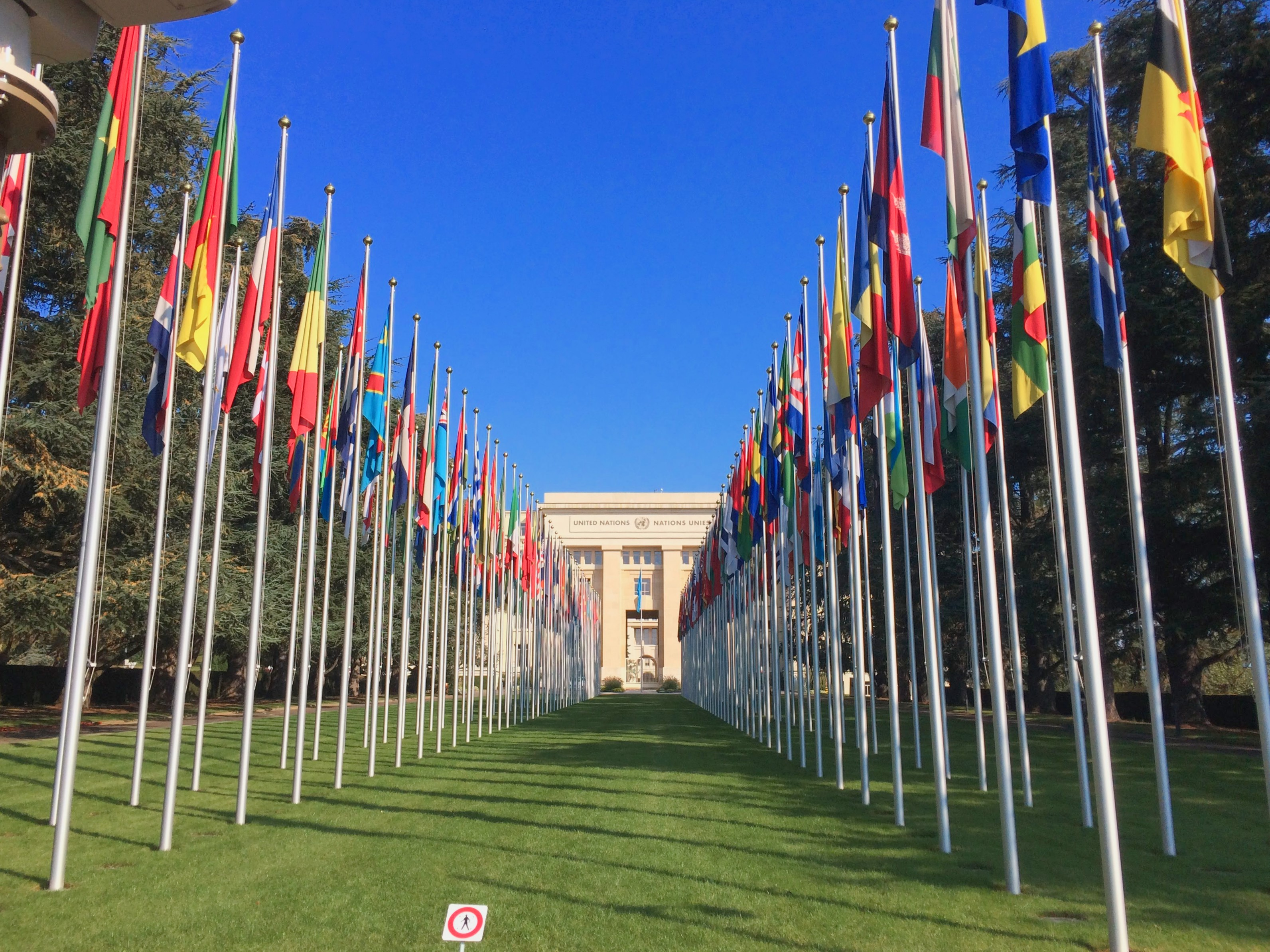
Medlemsstaternas flaggor utanför Nationernas palats.

1. Wladimir Moderow (Polen), 1946–1951
2. J. Franclin Ray (USA), 1952
3. Sir Arthur Rucker (Storbritannien), 1953
4. Adriannus Pelt (Nederländerna), 1954–1957
5. Pier Pasquale Spinelli (Italien), 1957–1968
6. Vittorio Winspeare-Guicciardi (Italien), 1968–1978
7. Luigi Cottafavi (Italien), 1978–1983
8. Eric Suy (Belgien), 1983–1987
9. Jan Mårtenson (Sverige), 1987–1992
10. Antoine Blanca (Frankrike), 1992–1993
11. Vladimir Petrovskij (Ryssland), 1993–2002
12. Sergej Ordzjonikidze (Ryssland), 2002–2011
13. Qasym-Zjomart Toqajev (Kazakstan), 2011–2013
14. Michael Møller (Danmark), 2013–2019
15. Tatjana Valovaja (Ryssland), 2019–